# IBM Simon
El IBM Simon Personal Communicator es un teléfono móvil fabricado por IBM y distribuido por BellSouth. Se le considera el primer teléfono inteligente en la historia, en móviles, y además también funcionó como PDA.

## Historia

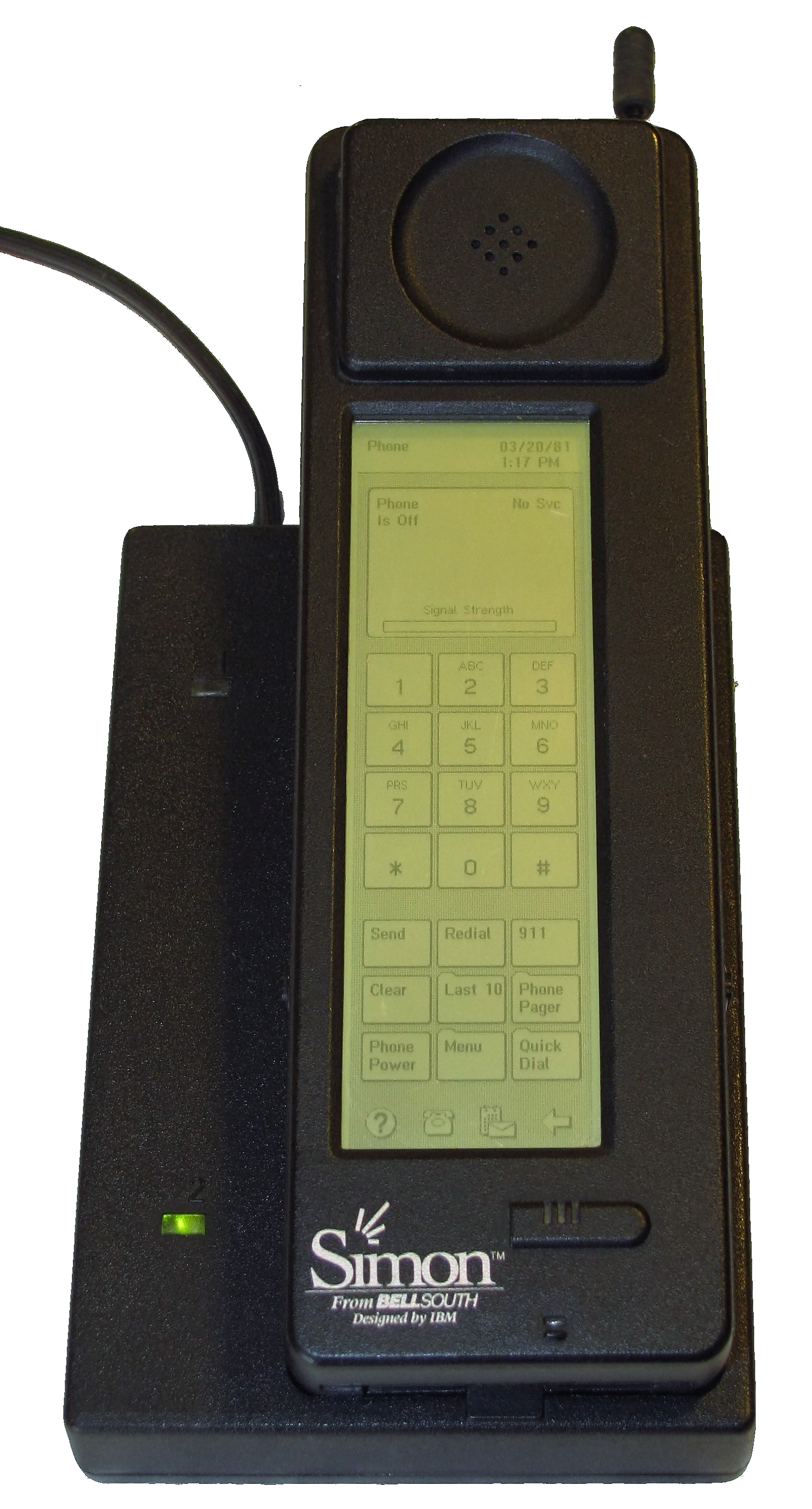
Simon Personal Communicator y su unidad de carga

De IBM debutó un prototipo de un dispositivo (cuyo nombre en código fue "Angler"), el 23 de noviembre de 1992 en la feria COMDEX de computación y tecnología en Las Vegas, Nevada, Estados Unidos. El prototipo Angler combina un teléfono celular y el PDA en un solo dispositivo, lo que permite al usuario hacer y recibir llamadas telefónicas, faxes, correos electrónicos, entre otras funciones. En la feria COMDEX, asistentes y la prensa mostraron un notable interés en el dispositivo. El día después del debut de Angler, EE. UU.
Los ejecutivos de BellSouth dio al producto final un nombre definitivo, "Simon Personal Communicator", antes de su debut público en la Conferencia Mundial Wireless en noviembre de 1993, BellSouth Celular había planeado comenzar a vender Simon en mayo de 1994, pero debido a problemas con el software del dispositivo, Simon no estuvo disponible para los consumidores hasta el 16 de agosto de 1994, BellSouth Celular ofreció inicialmente a Simon lo largo de su área de servicio en 15 estados de Estados Unidos, por US $ 899 con un contrato de servicio de dos años y también por US $ 1,099 mil sin contrato. Más tarde en la vida del producto, BellSouth Celular, redujo el precio a US $ 599 con un contrato de dos años.
BellSouth Celular vendió aproximadamente 50.000 unidades del producto durante seis meses ante el mercado.
Aunque el término "teléfono inteligente" no fue acuñado hasta 1997, a causa de las características y capacidades de Simon, este puede ser referido como el primer teléfono inteligente.
El celular se volvió popular entre los empresarios que ansiaban tener un teléfono portátil que también pudiera hacer las veces de mini computadora.
Pero su precio elevado y la limitada duración de su batería contribuyeron a su pronta desaparición del mercado, apenas dos años después de su lanzamiento.

## Características

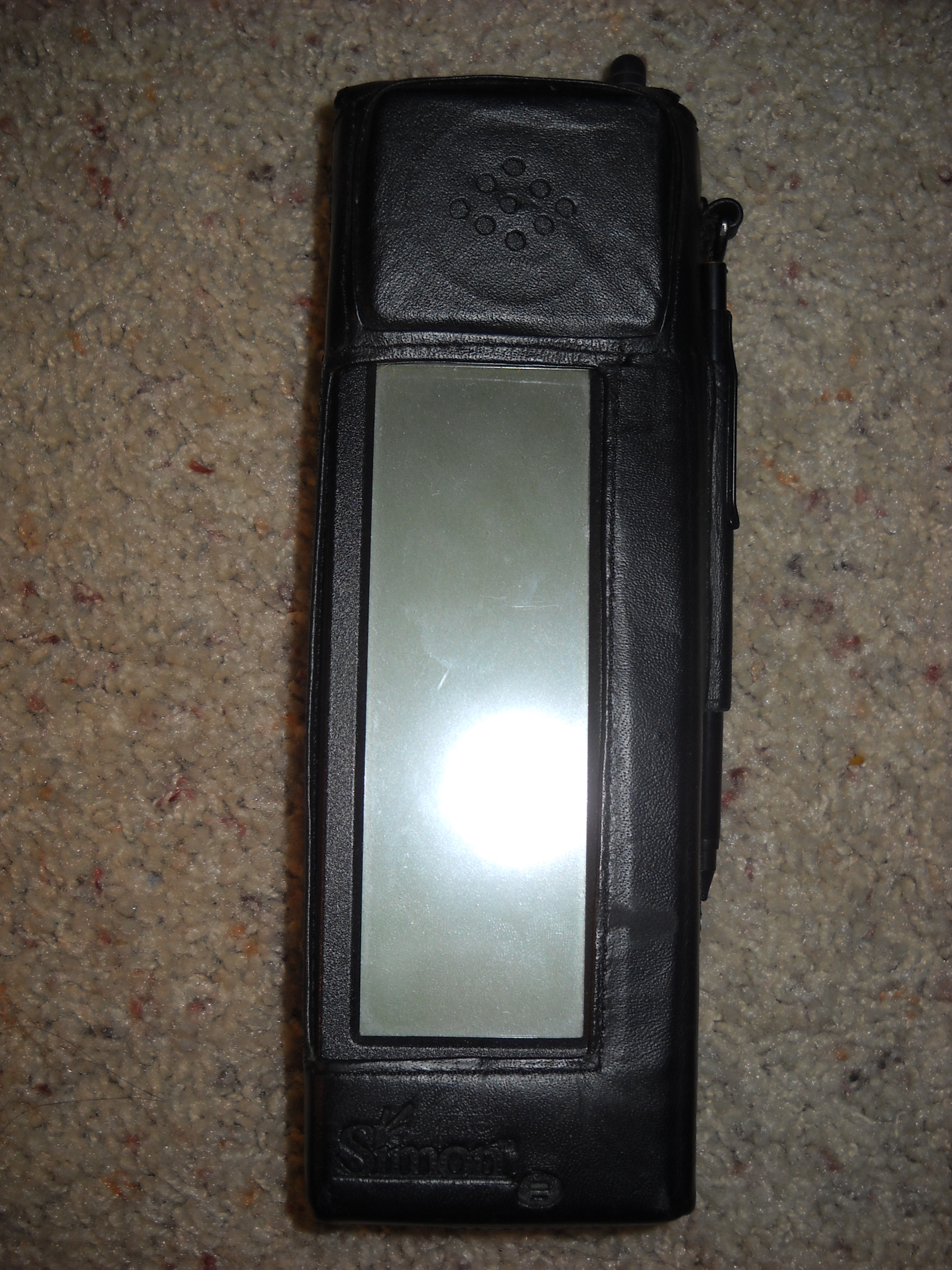
Simon Personal Communicator incluía una exacta medida, para su cubierta de cuero de protección

Poseía un procesador de 16-bits a una velocidad de 16 MHz compatible con ordenadores de arquitectura x86, los WinTel de la época y solo tenía 1 MB de memoria RAM y 1 MB de almacenamiento.
Además de su capacidad de hacer y recibir llamadas de teléfonos celulares. Permitía mandar correos electrónicos, contaba con calendario y agenda, uno podía coger notas y ofrecía programas (ahora apps) descargables. Incluso llevaba instalado un primitivo sistema de texto predictivo. Además se podía conectar a un ordenador, incluso al fax. El diseño no rompió ni un ápice con los cánones de los visto hasta entonces y la pantalla era un LCD verdoso de un tamaño similar a la del iPhone 4 y contaba con un stylus (lápiz digital).

## Sistema operativo y aplicaciones
Los Simon utilizan el sistema de archivos de Datalight ROM-DOS junto con la compresión de archivos Stacker. IBM creó una interfaz de usuario de pantalla táctil única para Simon; no existía ningún símbolo del sistema DOS. Esta capa de software de interfaz de usuario para Simon era conocido como el Navegador.
El Simon se pudo actualizar para ejecutar aplicaciones de otros fabricantes ya sea mediante la inserción de una tarjeta PCMCIA o mediante la descarga de una aplicación a la memoria interna del teléfono.